# Blankenheim
Blankenheim é um município da Alemanha, localizado no distrito de  Euskirchen, Renânia do Norte-Vestfália.

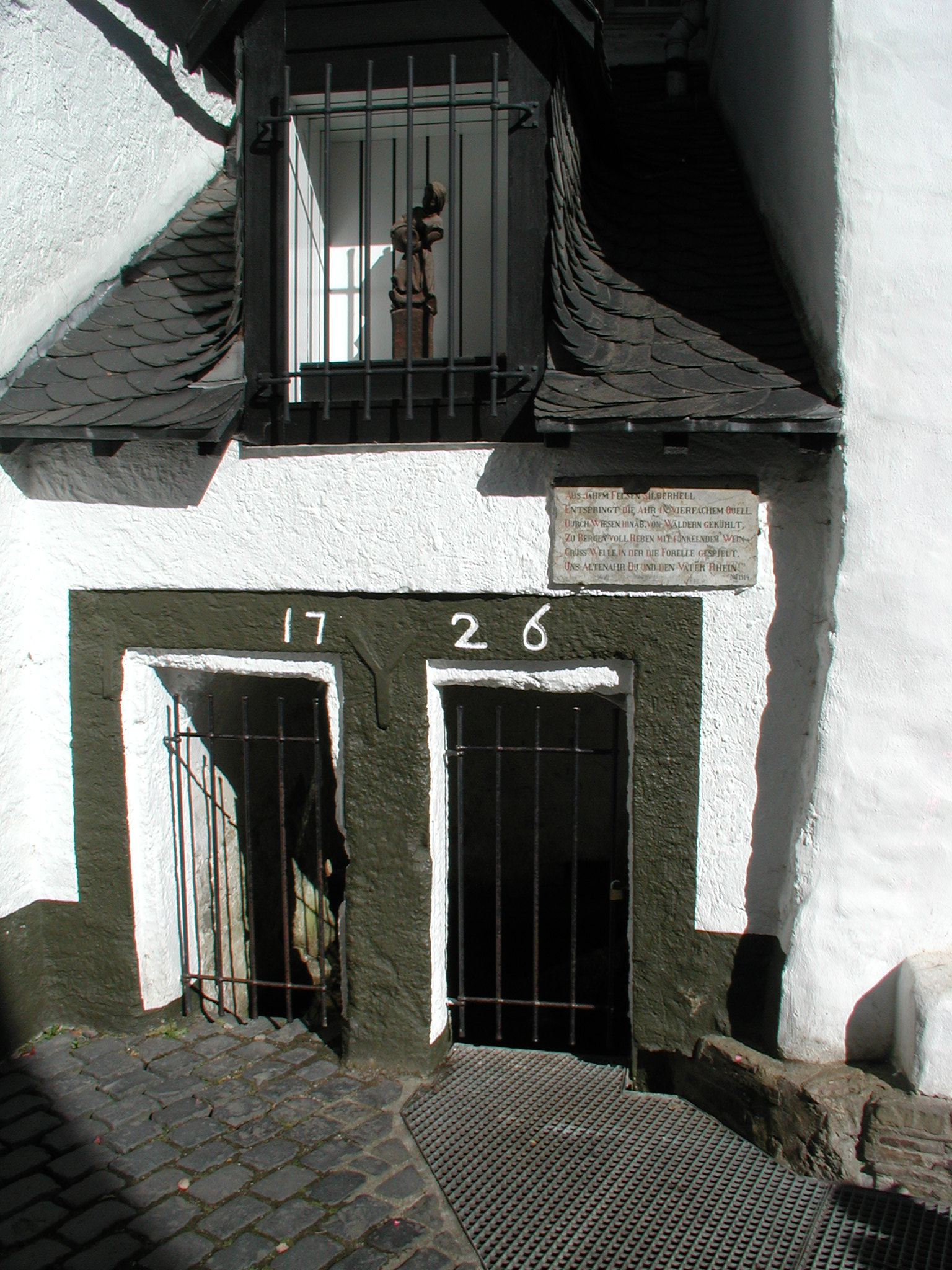
Fonte de Ahr em Blankenheim.